# 英雄傳說 曉之軌跡
《英雄傳說 曉之軌跡》是日本Falcom授權給宇峻奧汀開發的在线角色扮演遊戲，是《英雄传说 軌跡系列》的外传作品，發表於網頁遊戲平台。PC版于2016年8月31日開始由宇峻奧汀的日本子公司USERJOY JAPAN營運。而後推出PlayStation Vita版與PS4版。2017年中國bilibili宣布代理簡體中文版。2018年5月在中國宣布移植到手機遊戲平台，並將手游版中文名稱改為《英雄傳說 星之軌跡》；2018年10月在台灣由宇峻奧汀宣布代理星之軌跡的繁體中文版。
日文版在任天堂Switch平台已於2022年4月28日結束營運、PlayStation平台於同年6月15日結束營運，手機平台於2023年8月23日結束營運。
日本PC版官方網站已在2024年6月12日正式結束營運。

## 概要
本作以空之軌跡的利貝爾王國與零之軌跡、碧之軌跡的克洛斯貝爾自治州以及系列中未曾登場過的雷米菲利亞公國為主要舞台，故事時間點開始於碧之軌跡通商會議之後，是軌跡系列第一個需要联网的游戏。
Falcom社長近藤季洋表示由於軌跡系列的世界觀太龐大，因此本作是作為補足本篇劇情的外傳形式來描繪軌跡系列的故事；但目前並沒有打算讓本作的人物在本篇劇情中登場。

## 版本
目前有使用平台為電腦的網頁遊戲曉之軌跡以及後來移植到iOS與Android的手機遊戲星之軌跡。
移植後在名稱上做出了區分，但星之軌跡的內容與故事皆與曉之軌跡相同。

### 曉之軌跡
PC版于2016年8月31日開始營運。2016年12月26日推出PSV版，2017年2月22日推出PS4版，PSN版与PC版不在同一个服务器。
2017年10月中國bilibili宣布代理曉之軌跡簡體中文版並開設官網。

### 星之軌跡
2018年5月31日bilibili宣布了將移植到手機遊戲平台，並將手游簡體中文版名稱改為《英雄傳說 星之軌跡》，將由bilibili和暢遊共同營運。
2018年10月在台灣由宇峻奧汀宣布代理星之軌跡的繁體中文版，並將於11月展開iOS與Android雙平台版本的公開測試

## 登場人物
納哈特·維斯（Nacht Weiss，聲優：石川界人）
本作主人公。國籍與出身地不明，以「平凡不顯眼」作為行動綱領的少年。
獵兵團“尼德霍格”的前小隊長，在一次戰鬥中小隊同伴多數戰死，其後脫離獵兵團欲融入正常社會。以導力槍為基底改造的導力斧槍作為武器，也會使用導力地雷，頗為擅長戰鬥的樣子。
成為準游擊士後本來打算從小任務開始循序漸進累積實力，卻無奈的與個性相反的克蘿艾成為了搭檔。
庫洛艾·巴尼特（Chloe Barnett，聲優：佐倉綾音）
出身於利貝爾王國盧安地區，有著強烈正義感的少女。
曾就讀于傑尼絲王立學院，後因心臟重病在克洛斯貝爾的烏爾斯拉醫院接受過治療。因為憧憬解決了利貝爾異變的游擊士們，不顧雙親反對由傑尼絲王立學園退學，成為了準游擊士。
從小就十分喜愛有騎士道精神的故事，有時候會做出一些跟不上時代的舉動。
在傑尼絲王立學院就學時期就讀於社會系，具有經濟方面的知識。
羅納德·葛利芬（Ronaldo Griffin，聲優：日野聰）
克洛斯貝爾搜查一課上級搜查官。
為了調查案件可以不惜一切手段，雖然有時會施行暴力，但是抱持著「厭惡罪惡卻不厭惡人」的主義，照顧別人時候也不算很壞。
在幾年前的殲滅教團作戰以來，為清除教團的殘黨，以游擊士協會的「協理員」的身份為形式，獨身前往各地進行追尋。
莉芙（Lif，聲優：上坂堇）
投資公司「妖精科技」的年輕社長。
擁有天使般笑容與惡魔般腹黑的野心家。身為企業家同時也有貴族思考方式。是一個以「錢是用來花的，不需要存起來」為信條的人，與其說是有行商天分不如說她運氣奇好。
在利貝爾異變以及克洛斯貝爾發生教團事件的時候，趁著混亂通過股票賺了一大筆，積累了龐大的資金。
為了洗去「通過金錢遊戲大發橫財的黑心企業」形象，自願加入克洛斯計畫，並無償提供旗下的高速飛行船《恩塞爾號》作為實驗班的交通工具與據點。
潔莉安·斯凱依（Jillian Sky，聲優：藤井幸代）
克洛斯貝爾警察的話務員。
是羅納多的同事兼聯繫人。正義感十分強，但因為她過於努力的性格而成為天生的老好人。
一邊包辦了所有導力網路相關的犯罪，一邊還要為羅納多在各地製造的麻煩善後，每天都為各種事務操心而煩惱。

## 世界設定
在此只介紹故事中曾出現之國家、地區場景。

詳細請參考：軌跡系列用語列表 世界情勢
克洛斯貝爾自治州（Crossbell State）
本作品的舞台。在位於塞姆利亞大陸西部的自治州。由於位處埃雷波尼亞帝國與卡爾瓦德共和國之間，在70年前以兩國為共同宗主國成立，兩國在此享有治外法權。
地理位置優越以及領內的瑪因茲礦山蘊有豐富七耀石，長期為兩大強權覬覦與引起爭亂之地，屢次接近成為兩國戰爭的導火線。國際間以「克洛斯貝爾問題」描述此狀況。
在七耀曆1202年利貝爾王國提倡的不戰協議被簽訂之後，克洛斯貝爾的緊張局勢也被緩和。但依舊被限制不能擁有軍隊，只能成立國土警備隊；而治安維持只有官方的警察機構與民間的游擊士協會。
遊擊士協會（Bracer's Gulid）
以維護民間人士的安全和地域的和平作為首要目的，以遊擊士所組成的民間團體。
教團事件
七耀曆1204年5月，D∴G教團祭司約亞西姆·瓊塔利用藥物睿智引發的動亂事件。
此事件中貝爾加德門的克洛斯貝爾警備隊與黑手黨魯巴徹商會遭受約亞西姆欺騙服下睿智，遭受洗腦操控襲擊克洛斯貝爾市。隨著特務支援課的活跃下以及約亞西姆的死亡後事件結束。
克洛斯計劃
正式名稱為「民間員警協作推進計劃」，為克洛斯貝爾警方為了加強與游擊士協會合作而制定的計劃。
克洛斯貝爾警方鑒於教團事件的順利落幕，是藉由與游擊士協會等民間人士通力合作才得以完成的成果，決定確實建立與協會等民間組織的合作體制，計畫要組成一個由警方與民間專家共同行動的實驗班。然而除了協會以外，還找不到其他願意合作的民間企業，而協會本身也苦於人手不足，導致實驗班的設立遲遲無法完成，直到納哈特與庫洛艾兩位新人游擊士的加入才得以正式成立。

## 外部連結
- （日語）官方网站（PC版）
- （日語）官方网站（PS Vita版）
- （日語）官方网站（PS4版）
- （简体中文）官方网站（中国大陆）